# Харпер, Элла
Элла Эванс Харпер Сэйвли (англ. Ella Evans Harper Savely; 5 января 1870, Хендерсонвилл, округ Самнер, Теннесси, США — 19 декабря 1921, Нашвилл, Теннесси, США) — известная под именем «девочка-верблюд» жительница Соединённых Штатов Америки.

## Биография
Родилась в один день со своим братом-близнецом Эвереттом от родителей Уильяма и Минервы. Девочка появилась на свет с патологией в виде рекурвации коленных суставов. Люди с таким редким диагнозом способны передвигаться преимущественно на четвереньках. Брат Эверетт скончался спустя три месяца после рождения. Доподлинно неизвестно, имел ли он схожие ортопедические особенности. Помимо Эллы, в семье оставалось ещё четверо детей — три сестры и младший брат. Проживало семейство Харпер в небольшом городке Хендерсонвилл в доме бабушки и дедушки со стороны отца. 

### Карьера
В возрасте 12 лет Элла начинает гастролировать по стране вместе с шоу Harris' Nickel Plate, зарабатывая около 200 долларов в неделю, что в настоящее время эквивалентно примерно 5000 долларов. Именно на шоу Элла получила своё прозвище «девочка-верблюд» по которому она получила известность среди общественности. В рекламе и анонсах выступлений Элла характеризовалась как красивая и привлекательная юная леди, имевшая части тела и походку, напоминающие верблюда, что вызывало у публики повышенный интерес.
В 1886 году приняла участие в фотосессии у известного нью-йоркского фотографа Чарльза Эйзенманна, который специализировался на съемках людей с ярко выраженными физическими отклонениями. На данный момент эти фотографии остаются последними известными изображениями Эллы.
В том же 1886, устав от постоянных путешествий и внимания, девушка решает покинуть шоу-бизнес и заняться своим образованием:
«Меня прозвали девочкой-верблюдом, потому что мои колени вывернуты в другую сторону. Я могу ходить только на руках и ногах одновременно, что вы можете увидеть на фото со мной. Я много путешествовала в последние четыре года, выступая на шоу, но теперь, в 1886-м, я намереваюсь оставить шоу-бизнес и пойти в школу. Я хотела бы сменить род своих занятий».

### Семья
В 1903 году вместе с мамой Элла переезжает в Нашвилл, столицу штата. В 1905 выходит замуж за школьного учителя Роберта Сэйвли. Позже Роберт устроился работать бухгалтером в фотоателье. В апреле 1906 года у пары родилась дочь Мэйбл. К несчастью, в полгода жизнь ребёнка трагически оборвалась. В 1916 году Элла вместе с мужем вступают в Церковь адвентистов седьмого дня. В мае 1918 года супруги принимают решение удочерить новорожденную девочку, названную Джуэл. Но познать материнское счастье Элле вновь было не суждено — малышка внезапно скончалась в возрасте трёх месяцев.
Спустя всего несколько лет, 19 декабря 1921 года, Элла умерла от рака толстой кишки. Похоронена в Нашвилле на кладбище Спринг Хилл рядом со своими детьми.